# آوندول (سرده)
آوندول (نام علمی: Smyrnium) نام یک سرده از تیره چتریان است.